# Mesonychia
Los mesoniquios (Mesonychia, gr. «garra mediana») son un orden extinto de mamíferos placentarios ungulados, de dieta carnívora, estrechamente relacionados con los artiodáctilos y con los cetáceos. Aparecieron durante el Paleoceno Inferior, se hicieron escasos en el Eoceno Superior y se extinguieron completamente cuando desapareció su último género, Mongolestes, a principios del Oligoceno.
Los mesoniquios probablemente se originaron en Asia, donde fue hallado el género más primitivo, Yangtanglestes, procedente de principios del Paleoceno. Fueron también más diversos en este continente, donde está presente en todos los registros fósiles extensos de la fauna del Paleoceno. Dado que otros carnívoros como los creodontos y condilartros eran escasos o estaban ausentes en estas comunidades animales, los mesoniquios probablemente fueron los mamíferos depredadores dominantes del Paleoceno en Asia. Un género, Dissacus, se extendió exitosamente en Europa y América del Norte a principios del Paleoceno. Dissacus era un carnívoro del tamaño de un chacal encontrado en todo el Hemisferio Norte, pero su género relacionado, Ankalagon del Paleoceno Inferior y Medio hallado en Nuevo México, era mucho más grande, alcanzando el tamaño de un oso. Otra especie grande que apareció posteriormente a principios del Eoceno en América del Norte fue Pachyaena, evolucionó en especies grandes que superaban a Ankalagon en tamaño. En América del Norte, los mesoniquios fueron de lejos los mamíferos depredadores más grandes desde principios del Paleoceno hasta el Eoceno Medio.

## Características

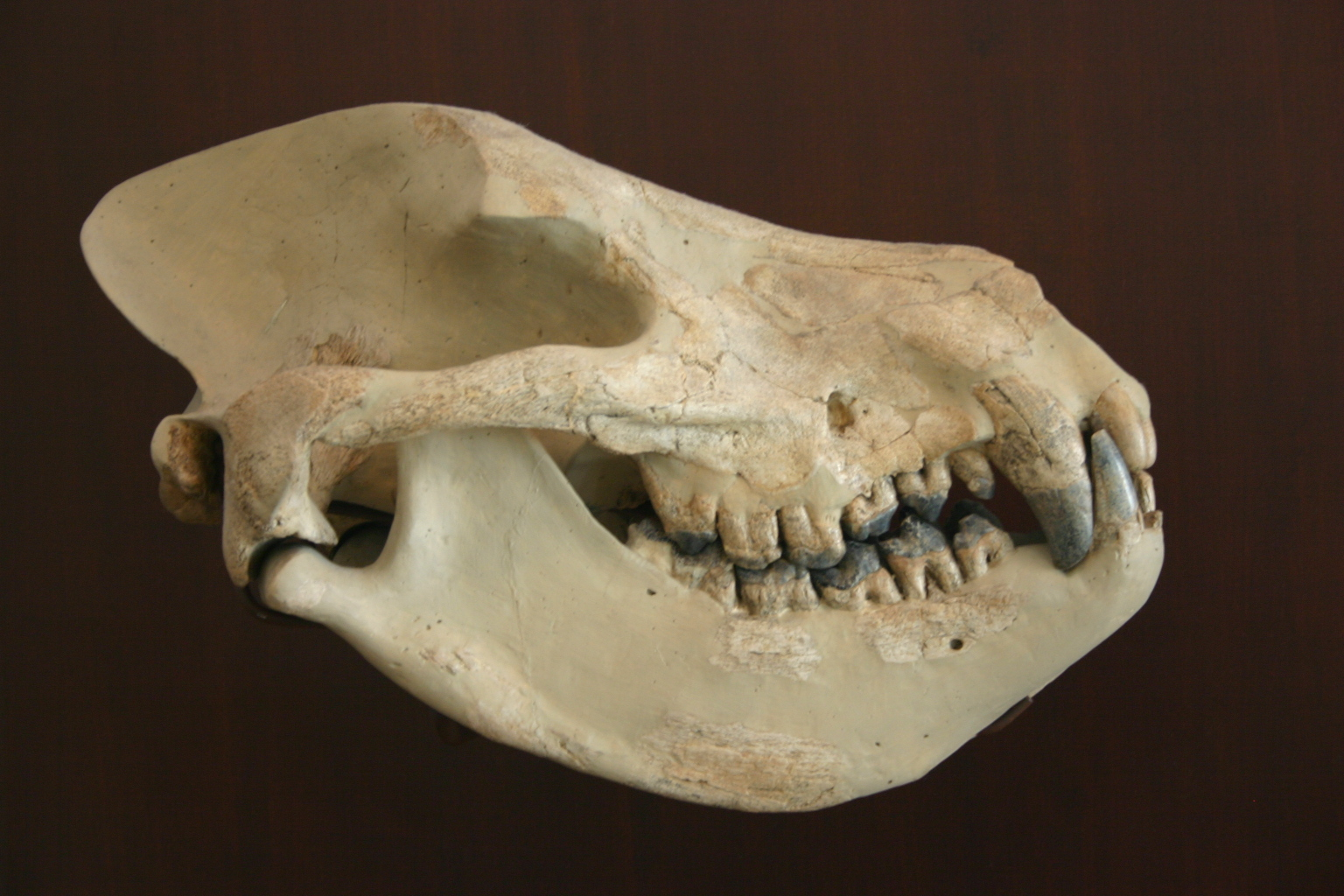
Cráneo de Harpagolestes immanis.

Los mesoniquios tenían un parecido superficial a los lobos. Los más primitivos tenían cuatro dedos en las patas, lo cual probablemente le restaba agilidad para caminar, pero los mesoniquios posteriores tenían cuatro dedos terminados en pezuñas pequeñas y mejores adaptaciones para la carrera. De modo similar a los artiodáctilos corredores, los mesoniquios (por ejemplo Pachyaena) caminaban sobre sus dedos (digitígrados). Los mesoniquios probablemente era un grupo principal de depredadores (a pesar de que pudieron ser carroñeros) en los ecosistemas de finales del Paleoceno y el Eoceno en Europa (que era un archipiélago en aquel entonces), Asia (el cual era un continente aislado) y América del Norte (que se hallaba aislada de América del Sur). La dentadura de los mesoniquios estaba formada por molares modificados para cortar verticalmente, pequeños molares inferiores similares a espadas y muescas dientes carniceros, pero carecían de dientes carniceros verdaderos. Los molares estaban comprimidos lateralmente y con frecuencia eran romos; eran usados probablemente para cortar carne y triturar huesos. Se cree que muchas especies eran piscívoras y que las especies más grandes eran preferentemente carroñeras.

## Filogenia

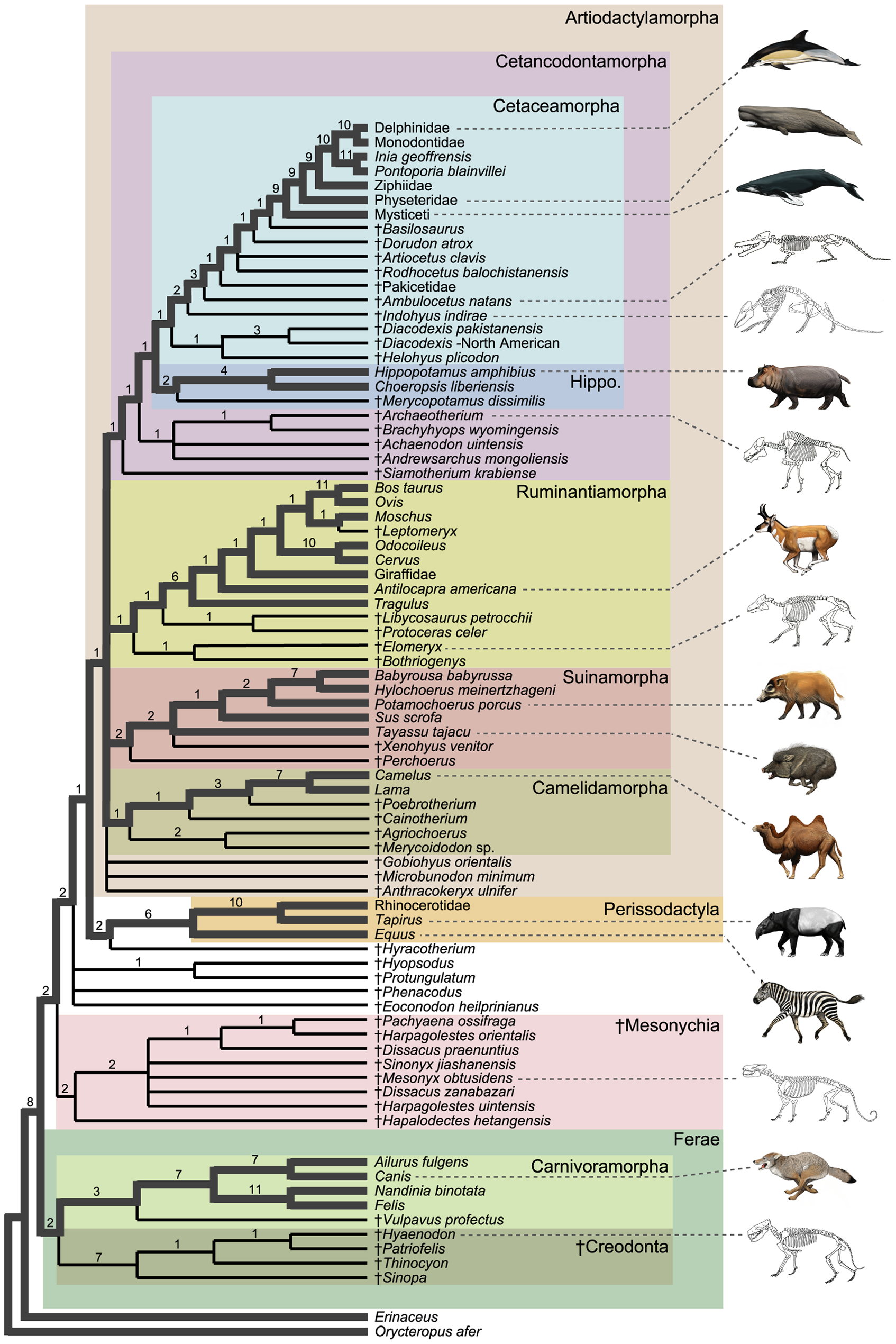
Cladograma que muestra la ubicación de Mesonychia

Los mesoniquios fueron inicialmente considerados creodontos, pero actualmente están excluidos de ese orden y se les ubica dentro de su propio orden, Mesonychia, o en según otras clasificaciones, dentro del orden Condylarthra, como parte del superorden Laurasiatheria, que incluye también a artiodáctilos, perisodáctilos, carnívoros, etc. Casi todos los mesoniquios eran en promedio más grandes que la mayoría de los creodontos y carnívoros miacoideos del Paleoceno y Eoceno.

### Relación con los cetáceos
Los mesoniquios poseen molares inusualmente triangulares, similares a los cetáceos, especialmente a los arqueocetos, también tienen una anatomía craneal similar y otros similitudes morfológicas. Por esta razón los investigadores pensaron por mucho tiempo que los mesoniquios eran los ancestros directos de los cetáceos, pero el descubrimiento de extremidades anteriores bien conservadas de arqueocetos y los análisis filogenéticos indicaron que los cetáceos están más emparentados con los hipopótamos y otros artiodáctilos que con los mesoniquios. La mayor parte de los paleontólogos dudan que los cetáceos desciendan de los mesoníquios y en lugar de ello piensan que descienden de un ancestro común con los  antracotéridos, un ancestro semiacuático de los hipopótamos. Sin embargo, la ubicación de los cetáceos junto a los hipopótamos exige excluir a Andrewsarchus, el cual con frecuencia se incluye dentro de los mesoniquios. Una posible conclusión es que Andrewsarchus no sea un mesoniquio y en lugar de ello esté más emparentado con los hipopotámidos. La actual falta de certeza refleja la naturaleza fragmentaria de los restos de un fósil crucial como Andrewsarchus.